# Dumasia hirsuta
Dumasia hirsuta är en ärtväxtart som beskrevs av William Grant Craib. Dumasia hirsuta ingår i släktet Dumasia och familjen ärtväxter. Inga underarter finns listade i Catalogue of Life.